# Triphaenopsis leurostigma
Triphaenopsis leurostigma là một loài bướm đêm trong họ Noctuidae.